# Мясников, Тимофей Григорьевич
Тимофе́й Григо́рьевич Мяснико́в (1746 — не ранее 1776) — яицкий казак, участник восстания 1772 года и Крестьянской войны 1773—75 годов, один из ближайших соратников самозванца Пугачёва, командир его личной гвардии. Был одним из первых яицких казаков, признавших в Пугачёве императора Петра III, благодаря допросам Мясникова известны многие подробности событий накануне восстания.

## Биография

### Ранние годы
Немногое известное о жизни Тимофея Мясникова в период до восстания 1772 года типично для большинства яицких казаков того времени: владел сапожным ремеслом, на службе с 17 лет, рыбачил и охотничал, как и большинство других казаков. Историк В. Я. Мауль, исходя из следственных записей, писал, что Мясников «грамоте обучен не был, читать и писать не умел». Другой публицист Козубский К. Э. считает, что Мясников вполне мог выучиться основам грамоты у старообрядческого начётчика (на Яике их называли «мастерами веры»).
Службу проходил на форпостах и в крепостях Верхне- и Нижне-Яицкой дистанций Оренбургской военной линии, сведений, что он привлекался в походы за пределы войска, в исторических документах нет. В ситуации раскола в Яицком войске Тимофей Мясников примыкал к «партии войсковой руки», бывшей в оппозиции к власти и к «старшинской партии», и принял активное участие в восстании 1772 года. После поражения восставших у реки Ембулатовки Мясников сумел избежать преследования и наказания.

### Служба у Пугачёва
Вскоре он оказался в числе первых яицких казаков, познакомившихся с объявившимся в пределах войсковых земель «императором Петром III» — беглым донским казаком Емельяном Пугачёвым. В середине августа 1773 года Мясников вместе с тайно вернувшимся в Яицкий городок с Узеней ещё одним участником выступления 1772 года Иван Зарубиным по прозвищу Чика, по предложению последнего («Поедем со мною, Тимофей, посмотрим проявившегося Государя !.. Я слышал, что он здесь, на Таловой») отправились на поиски якобы скрывавшегося в землях войска царя Петра Фёдоровича. У Талового умета (постоялого двора С. Оболяева) они встретили яицких казаков Д. Караваева и М. Шигаева, ранее уже встречавшихся с Пугачёвым, и убедили их, что им можно довериться и провести их к «царю». При первой встрече с самозванцем Мясникову показалось, что этот «неведомо какой человек» был внешне «похож на казака» и что наречие незнакомца было «малороссийским».
На допросе в Оренбургской секретной комиссии 9 (20) мая 1774 года Мясников подробно рассказал о деталях первой встречи с Пугачёвым. С его слов, Пугачёв обратился к прибывшим:

«Ну, господа казаки, вы пришли сюда и хотите видеть государя Петра Федоровича? Так я самой тот, ково вы ищете и теперь своими глазами видите,— указывая при том на себя,— я де по ненависти бояр лишен был царства и долго странствовал. А теперь хочу по-прежнему вступить на престол и за тем к вам пришол. Примете ли вы меня к себе и возьмете ли на свои руки?»
Тогда Караваев спросил: «Цари де, я слыхал, имеют на себе царские знаки. Так, буде ты — царь, то покажи нам их».
А государь тотчас разрезал ножем у рубахи ворот, показал им па теле под титьками на обеих сторонах какия-та пятны и на виске пятно ж и сказал: «Вот де, смотрите, вить у вас таких знаков нет. Не сумневайтесь о етом, я есть подлинно государь Петр Третий!»
Тогда ево, Мясникова, великой страх обуял, так что руки и ноги затряслись. Государь же опять спрашивал: «Ну, теперь вы видите меня. Так хотите ли взять под свое сохранение? Вы де люди обиженныя и разореныя, так я за вас вступлюсь. А вы де меня не оставьте и вступитесь. А до времяни никому из ваших послушных казаков не сказывайте».— Показания Тимофея Мясникова в Оренбургской секретной комиссии
Зарубин, Шигаев, Мясников, Караваев и Кожевников в течение августа-сентября 1773 года регулярно навещали Пугачёва и обсуждали планы нового вооруженного выступления на Яике. Мясников, ставший связным между Пугачёвым и сочувствовавшими казаками, привёл к самозванцу новых сторонников (К. И. Фофанова, Д. С. Лысова, И. Я. Почиталина, В. Я. Плотникова), агитировал казаков войсковой стороны в Яицком городке.
В канун восстания Мясников находился в Яицком городке и присоединился к отряду Пугачёва 18 (29) сентября 1773 года, когда отряд восставших подступил к Яицкому городку. 20 сентября на войсковом круге он был выбран сотником «гвардии», составленной из специально подобранных казаков для охраны «Государя». Мясников принимал участие во взятии прияицких крепостей, в победном для восставших бою с военной командой полковника Чернышёва 13 ноября 1773 года у Оренбурга, неоднократно выезжал под стены осажденного города. В его прямые обязанности входила организация караульной службы в Бердской слободе и охрана ставки Пугачёва. После поражения под Татищевой крепостью 22 марта (2 апреля) 1774 года, Мясников во главе отряда в 500 человек удерживал позиции в Каргалинской слободе, но был вытеснен оттуда отрядами генерал-майора П. М. Голицына.

### После поражения Пугачёва
После поражения повстанцев под Сакмарским городком, Мясников пытался пробраться в Яицкий городок, но 7 апреля 1774 года был схвачен вместе с Шигаевым в Илецком городке.
На допросах в Оренбургской секретной комиссии Мясников держался с несгибаемой стойкостью, независимо и дерзко, стоял на том, что участвовал в выступлении, потому что искренне считал Пугачёва императором Петром III: «Вить вот вы де называете ево Пугачёвым, а он так называет себя государем, и мы за такого ево и почитали». Производивший над ним дознание гвардии капитан-поручик С. И. Маврин писал, что Мясников «из числа первых сообщников и преданных» Пугачёву людей, которого при назначении наказания «щадить не должно».
В ноябре 1774 года Мясников был доставлен в Москву, где проходило «генеральное» следствие над Пугачёвым и ближайшими его сподвижниками. По приговору суда от 10 (21) января 1775 года, Мясников был высечен кнутом и, по вырывании ноздрей, сослан на «вечное поселение» в заполярный Кольский острог, Архангельской губернии, куда был доставлен в феврале 1775 года. Дальнейшая судьба его неизвестна, в списке пугачёвцев, отбывавших наказание в остроге на 1801 год, Мясников не упоминается.
Образ Тимофея Мясникова запечатлён в «Истории Пугачева» А. С. Пушкина и исторической эпопее В. Я. Шишкова «Емельян Пугачев».